# Crimes de guerre de l'Italie
 (novembre 2023).
Si vous disposez d'ouvrages ou d'articles de référence ou si vous connaissez des sites web de qualité traitant du thème abordé ici, merci de compléter l'article en donnant les références utiles à sa vérifiabilité et en les liant à la section « Notes et références ».
Les crimes de guerre de l'Italie sont principalement associés à l'Italie fasciste dans la Seconde guerre italo-éthiopienne et pendant la Seconde Guerre mondiale.

## Seconde guerre italo-éthiopienne
Les massacres et la guerre aux civils sont pratiqués par le régime de Mussolini dès les guerres coloniales en Ethiopie, et dans les territoires européens occupés par l'Italie.
Pendant la Seconde guerre italo-éthiopienne, des violations des lois de la guerre ont été signalées et documentées. Au cours de l'occupation italienne de 1936 à 1941 en Éthiopie, des atrocités ont eu lieu comme le massacre de Graziani. 30 000 Éthiopiens auraient été tués et beaucoup plus emprisonnés en représailles de la tentative d'assassinat du vice-roi Rodolfo Graziani.

## Seconde Guerre mondiale

### Crimes en Slovénie

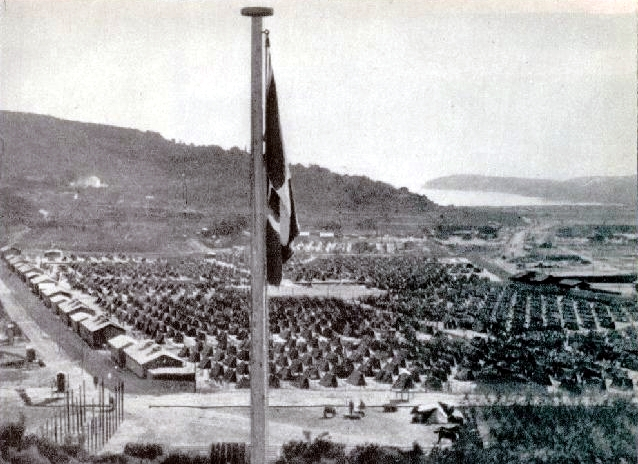
Camp de concentration de Rab.

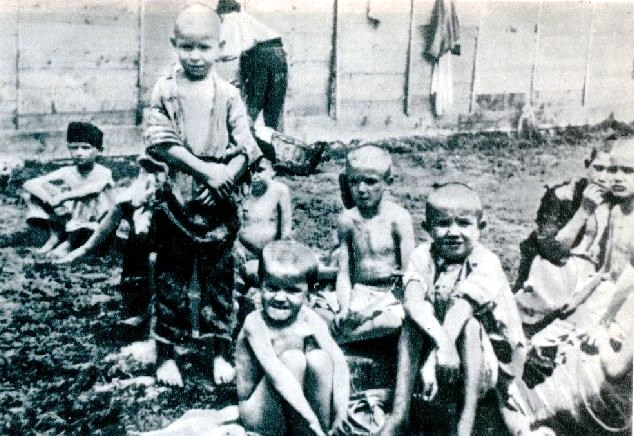
Enfants internés dans le Camp de concentration de Rab.

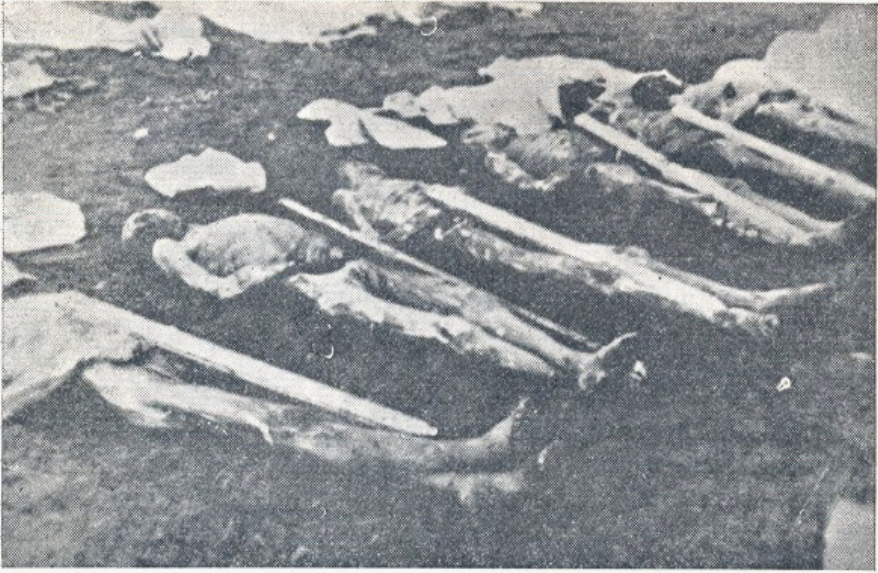
Des internés morts dans le Camp de concentration de Rab.

En Slovénie, le haut-commissaire Emilio Grazioli émet une ordonnance sur les mesures à effectuer pour le maintien de l’ordre public en définissant le cadre juridique des mesures coercitives à prendre. Après l’invasion de l’URSS, la résistance des communistes et partisans s’intensifie et le contrôle économique du pays est remis en question par les actes de sabotage.
À partir d’octobre 1941, les partisans commencent à accentuer les actions de sabotage et de coups de main contre les postes isolés italiens. Le général Mario Robotti élabore le plan « Primavera » : de janvier à février 1942, la ville de Ljubljana est quadrillée de barbelés et systématiquement tous les habitants sont contrôlés. Sur 18 708 personnes, 2 858 sont de facto envoyées dans le camp de concentration de Rab. Cependant, ce plan ne permet pas de venir à bout de la résistance slovène. L’arrivée du général Mario Roatta, le 19 janvier 1942 à la place du général Vittorio Ambrosio marque un changement de stratégie : d’une posture défensive, les soldats italiens doivent passer à une attitude plus agressive. Une nouvelle ligne dure est définie dans un mémorandum appelé Circulaire C3, opuscule de 200 pages, donnant les directives aux officiers pour, selon lui, appliquer des mesures exceptionnelles pour mettre fin à la résistance en pratiquant la politique de la terre brûlée et des représailles.
Pour couper les résistants de la population, les villages proches des axes routiers ou des lieux d’accrochages avec l'armée royale italienne sont rasés, les hommes âgés de plus de 16 ans fusillés, les femmes, les enfants et les vieillards déportés dans les camps comme à Rab ou dans la péninsule italienne. Il y aura jusqu’à 200 camps disséminés dans toute l’Italie, jusqu’aux lieux de confinement pour les antifascistes. Entre mai et août 1942, une série d’opérations de « pacification » conduit à la destruction de nombreux villages comme à Podhum, le 12 juillet 1942. Toutes les habitations sont détruites au lance-flammes. Les hommes sont séparés du reste des villageois et envoyés pour contrôle d’identité sur le terrain d’aviation. 108 hommes seront fusillés en représailles de la mort de 16 soldats italiens ; 800 civils sont internés.
Sur l'île de Rab, la population est composée de femmes, d’enfants et de vieillards. Les hommes valides se sont cachés dans les montagnes ou ont rejoint les partisans pour ne pas servir d’otages en cas de représailles. Les conditions sanitaires sont catastrophiques, la nourriture sommaire est insuffisante. 1.500 personnes vont mourir dans ce camp, principalement durant l’hiver 1942-1943, de faim et de froid. Le camp de Rab est démantelé en septembre 1943, après l’armistice italien. Le responsable du camp, Vincenzo Ciauli, est exécuté par les ex-prisonniers.
Au camp de concentration de Gonars, situé en Italie dans le Frioul, 6 000 Slovènes provenant de Lubjana sont internés. Les historiens estiment entre 500 et 600 le nombre des morts, principalement des femmes et des enfants. En tout, 25 000 civils seront internés dans les 200 camps italiens à titre « préventif », il n’y a pas de chiffre précis concernant le nombre de morts, entre 5 000 et 7 000 (sources slovènes), les historiens n’arrivant pas encore à le déterminer exactement. Le plus grand des camps d’internement en Italie est celui de Renicci d’Anghiari en Toscane qui a contenu 9 000 prisonniers.

### Crimes en Albanie
Le 7 avril 1939, l’Albanie est envahie et le roi Victor-Emmanuel III prend le titre de roi d’Albanie.
Les premières défaites italiennes lors de l’agression contre la Grèce encouragent les premiers partisans qui mènent des actions de sabotage. Mal équipés, ils sont rapidement mis en déroute. Jouant sur les tensions interethniques, les Italiens arment les milices albanaises qui procèdent à la destruction de villages monténégrins ou serbes. Après la tentative d’assassinat du roi Victor-Emmanuel III en visite, le 12 mai 1941, par le jeune Albanais Vasil Laci, la vague de répression s’abat, comme en Yougoslavie. La méthode est identique : destruction des villages abritant les partisans, déportation des civils et pendaisons publiques. Le 14 juillet 1943, lors d’une des nombreuses opérations de ratissage, 80 villages autour de Mallakasha sont rasés, une centaine de civils exécutés. Mallakasha est considéré comme le « Marzabotto albanais » comparable au massacre d'Oradour-sur-Glane en France.[réf. nécessaire] 40 000 Albanais ont été internés dans des camps comme à Gjirokastër, Berati ou Vlora. Selon les sources albanaises, l’occupation italienne a provoqué la mort de 40 000 personnes, la destruction de 850 villages et 61 000 habitations.

### Crimes en Grèce

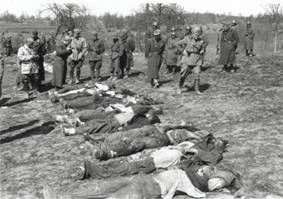
Civils tués lors du massacre de Domenikon.

L'occupation italienne en Grèce était souvent brutale, entraînant des crimes de masse comme lors du massacre de Domenikon en représailles à une embuscade de la résistance grecque près du village. La Grèce continentale, l’île d’Eubée, les Cyclades, une mince partie de la Crète, les îles Ioniennes sont occupées par les troupes italiennes de la 11e Armée commandée par le général Carlo Geloso, mais également par les troupes bulgares. L’occupant va vivre sur le dos de la Grèce, saisissant les récoltes (la Thrace occupée par la Bulgarie fournit 60 % des récoltes en blé), l’huile d’olive, le cheptel. Le pays va connaître une terrible famine .
Des manifestations des mutilés de guerre à Athènes le 26 janvier 1942 puis à nouveau le 17 mars sont durement réprimées. Le 16 février 1943, à Domenikon, petit village de Thessalie, un convoi italien est mitraillé par les résistants, tuant neuf chemises noires. En représailles, le général Cesare Benelli (1885 – 1943) entend donner une leçon qu’il juge « sanitaire » : les habitants mâles sont séparés du reste de la population et tenus à l’écart. Durant la nuit, 120 hommes sont fusillés et les habitations brûlées. À Pharsale, en mars 1943, 40 carabinieri sont capturés et jamais retrouvés[réf. nécessaire]. 60 hommes sont fusillés, comme aussi à Oxýnia ou Domokos.
D’après les sources grecques, les Italiens ont fusillé 8 000 civils (35 000 pour les Allemands et 25 000 pour les Bulgares)[réf. nécessaire].

### Poursuites pénales
Malgré des milliers de civils torturés et assassinés dans cette stratégie de conquête et de soumission, aucun des 1500 fascistes dénoncés aux Nations unies n'a été poursuivi. Les dirigeants nazis ont été jugés au Tribunal de Nuremberg, mais les crimes italiens restent impunis .